# Радивилов
Радиви́лов (укр. Радивилів) — город в Дубенском районе Ровненской области Украины. Административный центр Радивиловской городской общины.

## Географическое положение
Расположен на реке Слоновка в 100 км к юго-западу от областного центра Ровно и в 10 км от города Броды. Состоит из центральной части, микрорайонов Цибухов, Балки. Расстояние (приблизительное) до Ровно составляет 100 км, Киева — 400, Тернополя — 100, Луцка — 100, Львова — 100 км.

## История
В 1564 году поселение впервые упоминается в письменных источниках, после Люблинской унии 1569 года вошло в состав Речи Посполитой.
С 1795 года являлся приграничным местечком Кременецкого уезда Волынской губернии Российской империи. В 1870 году в местечке было 2864 жителя, среди которых было 79 % евреев, в местечке были православные церковь и часовня, католический костёл, 2 синагоги и 9 еврейских молитвенных домов, таможня, почтово-телеграфная станция, 3 свечные фабрики, кирпичный завод, предприятие по обжигу извести, мельница, 124 торговых заведения, 248 ремесленников, 2 ярмарки. Через местную таможню в 1876 году было ввезено в Российскую империю товаров на 4,4 млн. рублей серебром, экспорт из империи составил 3,1 млн рублей серебром.

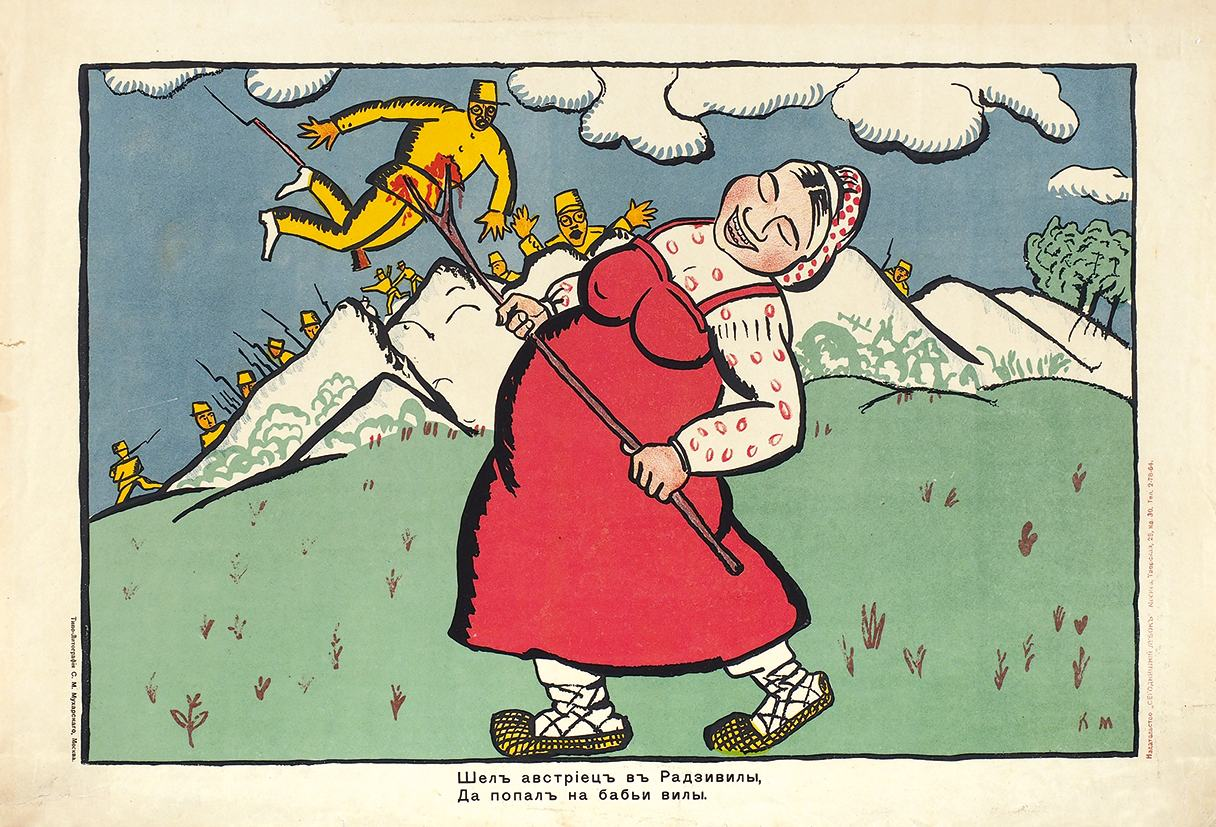
Казимир Малевич, военный плакат 1914 года «Австрийцы в Радзивилах»

После начала первой мировой войны Радзивилов оказался в прифронтовой зоне.
В январе 1918 года здесь была установлена Советская власть и начал работу Совет рабочих депутатов, однако уже 18 февраля 1918 года поселение оккупировали австро-немецкие войска, которые оставались здесь до ноября 1918 года. В дальнейшем селение оказалось в зоне боевых действий гражданской войны. В ходе советско-польской войны 10 сентября 1920 года Радзивилов заняли польские войска и до сентября 1939 года он находился в составе Дубенского повета Волынского воеводства Польши, в сентябре 1939 года вошёл в состав СССР и стал районным центром Ровенской области УССР. Здесь началось издание районной газеты.
В ходе Великой Отечественной войны 30 июня 1941 года был оккупирован немецкими войсками. В Радзивилове было гетто для евреев. Его жители были истреблены в 1942 году: 2950 человек были расстреляны 29 мая, а 950 — 6 октября. Около 800 человек смогли бежать до казни. В 1943 году во время Волынской резни город стал убежищем для польских беженцев из деревень, уничтоженных УПА. Поляки занимали дома, в которых ранее жили евреи; тех, кому не хватало места, отправляли на принудительные работы в Третий Рейх.
Освобождён 19 марта 1944 года войсками 1-го Украинского фронта в ходе Проскуровско-Черновицкой операции:
- 13-я армия — 1-й гвардейский кавалерийский корпус (генерал-лейтенант Баранов Виктор Кириллович) в составе: 2-я гвардейская кавалерийская дивизия (генерал-майор Мамсуров Хаджи-Умар Джиорович), часть сил 7-й гвардейской кавалерийской дивизии (генерал-майор Васильев Вячеслав Дмитриевич), 1244-й самоходный артиллерийский полк (майор Блудов Николай Васильевич); 25-й танковый корпус (генерал-майор танковых войск Аникушкин Фёдор Георгиевич) в составе: 111-й танковой бригады (полковник Грановский Исаак Наумович), 20-й мотострелковой бригады (генерал-майор Ильин Пётр Сысоевич).

Войскам, участвовавшим в наступлении на житомирском направлении, в ходе которого были освобождены Червоноармейск и другие города, приказом ВГК объявлена благодарность и в Москве дан салют 20-ю артиллерийскими залпами из 224 орудий.
В 1978 году здесь действовали овощесушильно-консервный комбинат, пищевой комбинат, комбинат хлебопродуктов, комбикормовый завод, фурнитурный завод, асфальтный завод, мебельная фабрика и швейная фабрика «Маяк».
В 1985 году здесь действовали овощесушильный комбинат, комбинат хлебопродуктов, винодельческий завод, комбикормовый завод, фурнитурный завод, мебельная фабрика, швейная фабрика, межколхозная строительная организация, райсельхозтехника, райсельхозхимия, дом быта, комбинат бытового обслуживания, ПТУ, три общеобразовательные школы, музыкальная школа, спортивная школа, больница, Дом культуры, две библиотеки и кинотеатр.
В январе 1989 года численность населения составляла 10 353 человека, в это время основой экономики являлись пищевая, деревообрабатывающая и швейная промышленность.
В мае 1995 года Кабинет министров Украины утвердил решение о приватизации находившихся в городе мебельной фабрики, фурнитурного завода и райсельхозхимии, в июле 1995 года было утверждено решение о приватизации консервного завода и молокозавода.
В ходе административно-территориальной реформы в Украине, в 2020 году Радивиловский район был упразднён, а город стал административным центром Радивиловской городской общины Дубенского района.

## Население
По состоянию на 1 января 2024 года численность населения составляла около 10 тысяч человек.

### Языковой состав
Родной язык населения по данным переписи 2001 года:
| Язык       | Численность, чел. | Доля     |
| ---------- | ----------------- | -------- |
| Украинский | 10 037            | 98,50 %  |
| Русский    | 134               | 1,32 %   |
| Другое     | 19                | 0,18 %   |
| Итого      | 10 190            | 100,00 % |

## Современное состояние

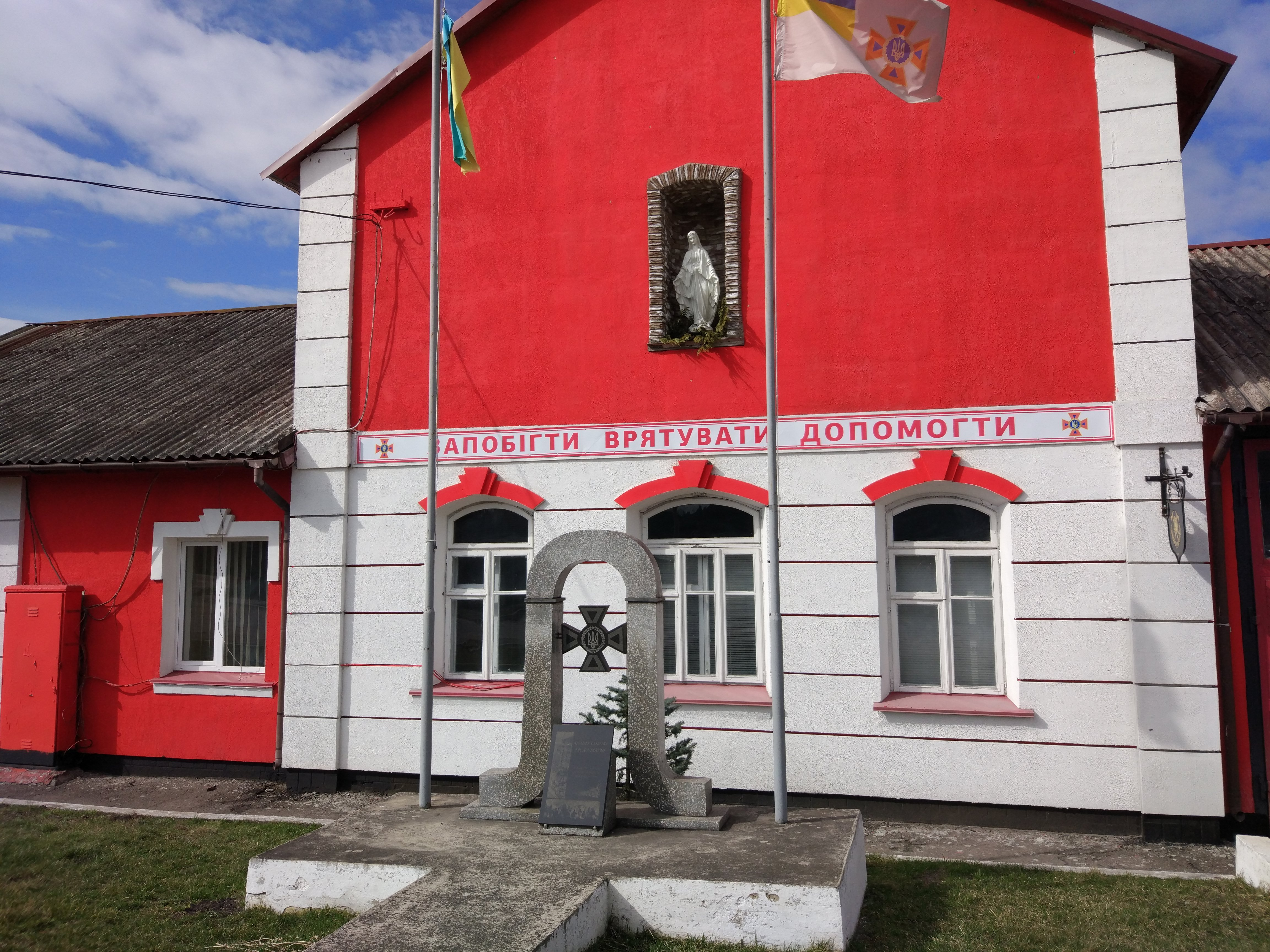
Пожарная часть

Есть комбинат хлебопродуктов, швейная и мебельная фабрики, предприятия по переработке сельхозпродукции. Церкви св. Александра Невского (1874 г.), Рождества Богородицы, Свято-Вознесенская, Амфилохия Почаевского, Свято-Введенская, дома молитвы протестантских общин ЕХБ, ХВЕ, Свидетелей Иеговы.
Образование: профессиональный лицей, общеобразовательные школа-гимназия и школа-лицей, детская школа искусств.
В городе есть дом культуры, районная и детская библиотеки, дом школьника, центр молодежи, центр культуры (кинотеатр), гостиница.

## Транспорт
Железнодорожная станция на линии Здолбунов — Красное.
Также через город проходит шоссе Львов — Ровно. Городское автобусное сообщение с заездом маршруток на железнодорожную станцию и автовокзал.

## Персоналии
В Радивилове родились:
- русский политический деятель XIX века Николай Гирс,
- советский украинский композитор Герман Жуковский,
- русский и советский библиограф Богдан Боднарский,
- израильский поэт Амир Гилбоа,
- украинский историк Юрий Киричук,
- белорусский фристайлист, олимпийский чемпион 2014 года Антон Кушнир,
- русский промышленник, меценат Вильгельм Столль.

Здесь начинал свою карьеру русский конструктор оружия Федор Токарев, жил в отроческие годы географ Федор Литке, в 1810 году женился будущий адмирал Иван Сульменев. Радивилов (Радзивилов) упоминают в своих произведениях и записях Федор Глинка, Лев Толстой, Козьма Прутков, Владимир Короленко, Николай Гоголь, Николай Лесков, Михаил Шолохов, Исаак Бабель, Оноре де Бальзак, Дмитрий Дорошенко, Владимир Броневский, Даниил Мордовцев. Здесь жили и были похоронены П. Каверин, генерал А. Крамер, сенатор П. Каверин, князь П. Вадбольский.
В Радивилове жили прозаики Петр Козланюк, Модест Левицкий, поэт Григорий Чубай, курс Анатолия Жигулина), бывали известные люди — писатели Григорий Сковорода, Оноре де Бальзак, Леся Украинка, Иван Франко, Михаил Коцюбинский, Олена Пчилка, Михаил Драгоманов, историк и политический деятель Михаил Грушевский, глава Директории УНР Симон Петлюра, советские военачальники Семен Буденный, Климент Ворошилов, политик независимой Украины Вячеслав Черновол.

## Церкви

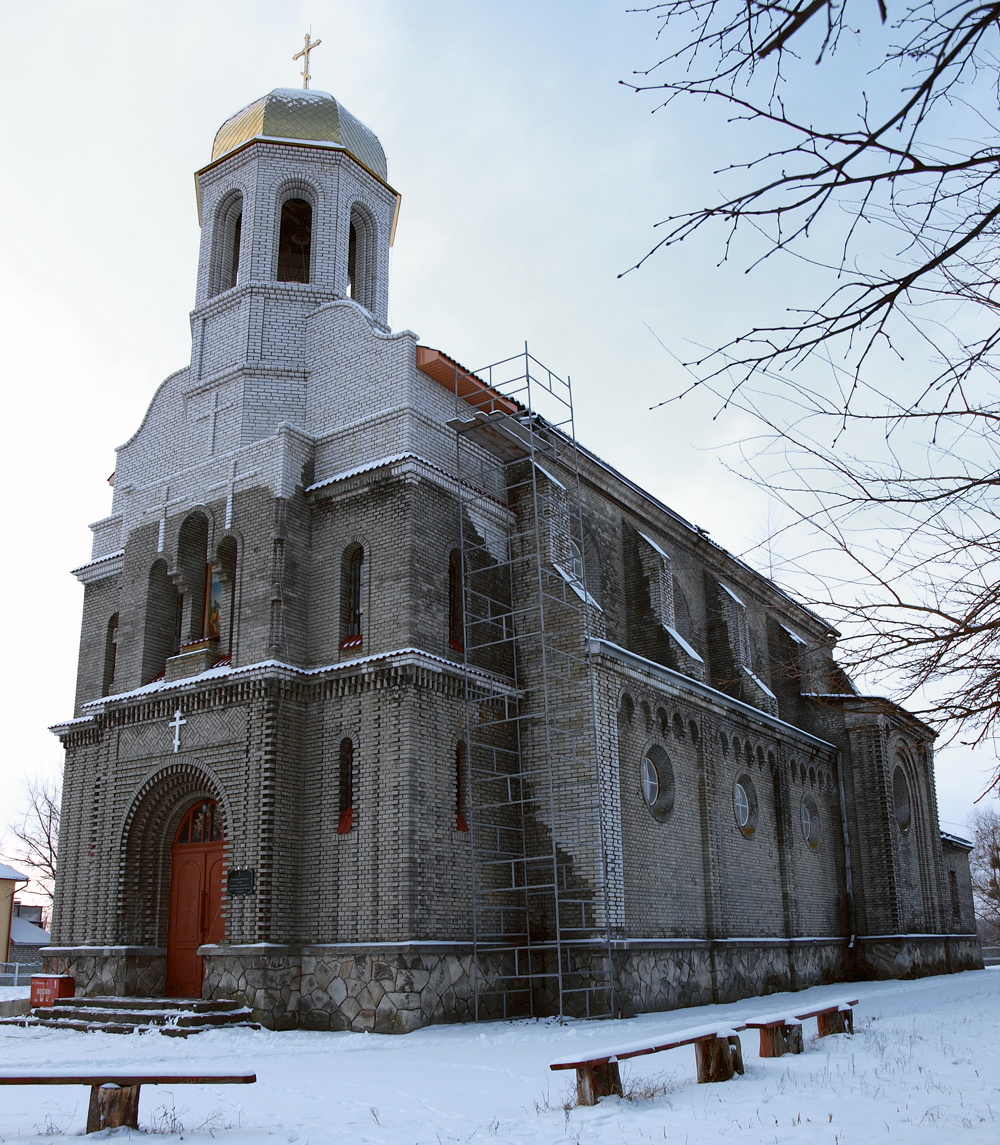
Свято-Вознесенская церковь
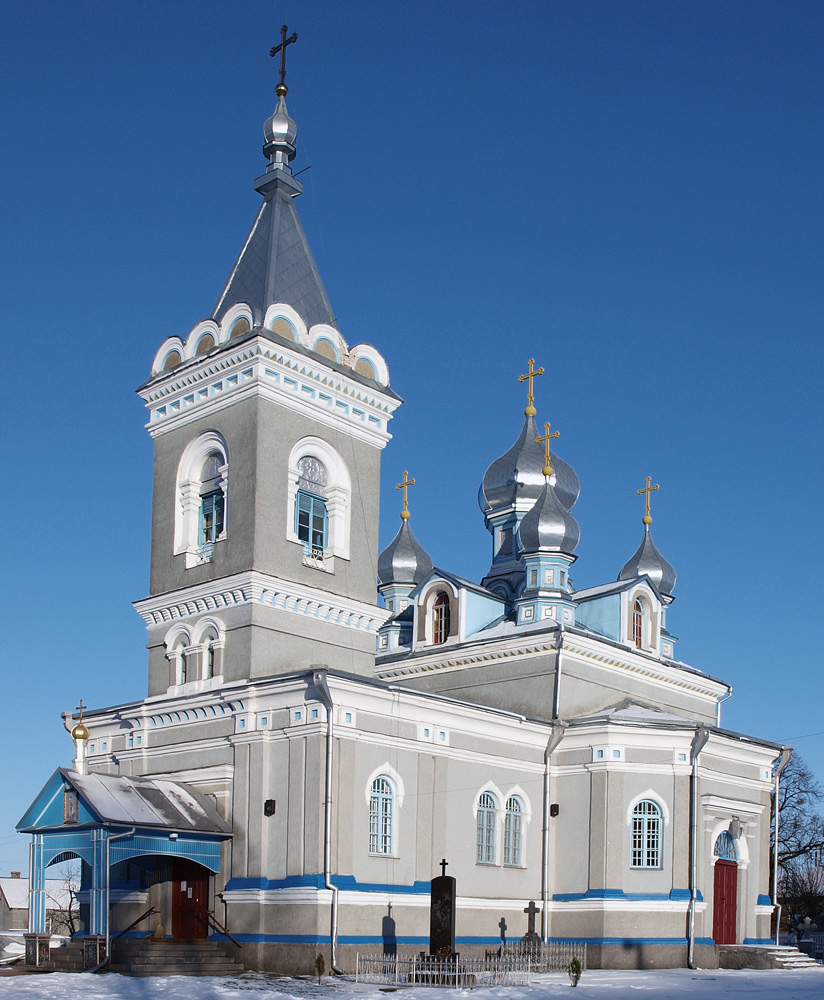
Церковь святого Александра Невского, построенная в 1874 году
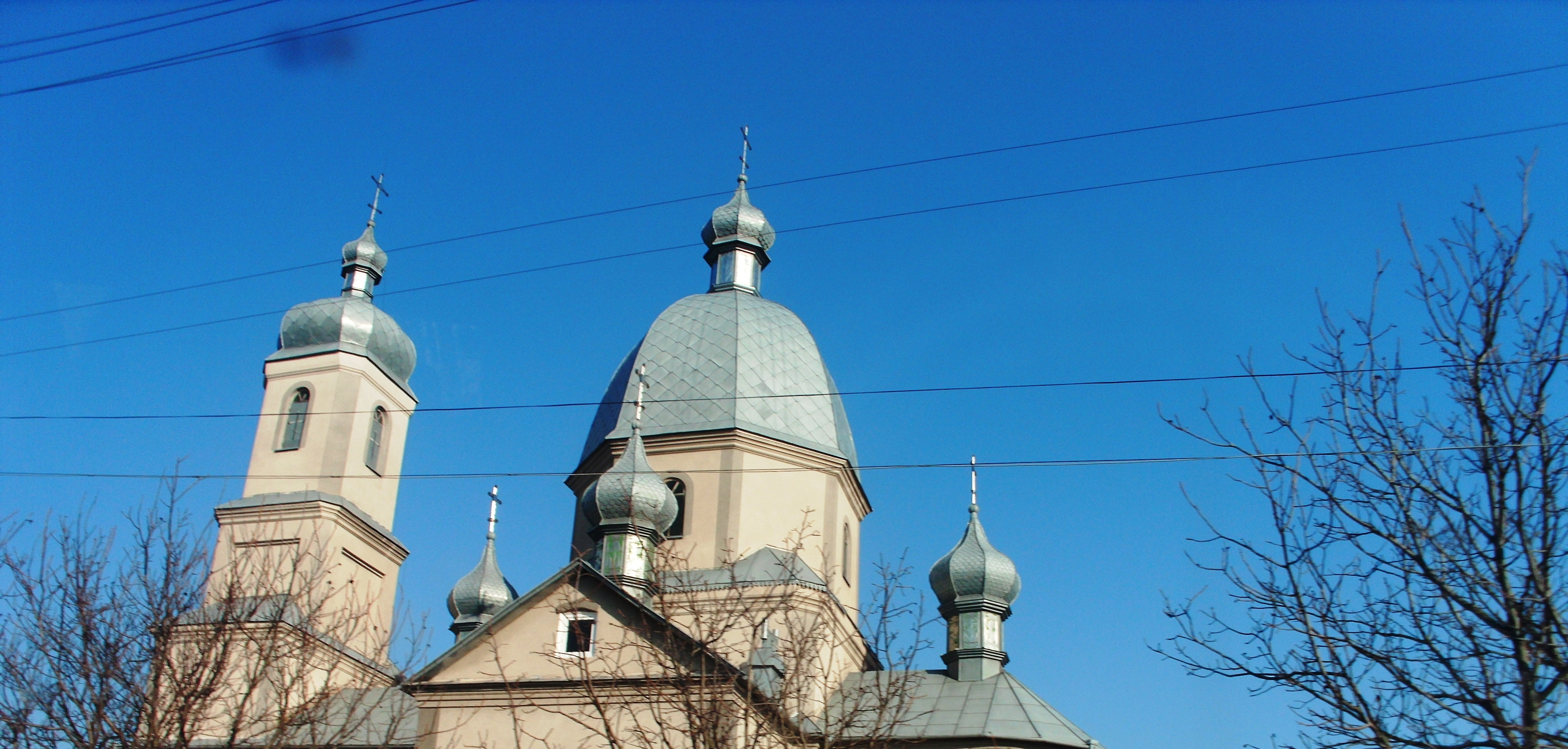
Церковь Рождества Богородицы

## Музеи и памятники
- Исторический музей.

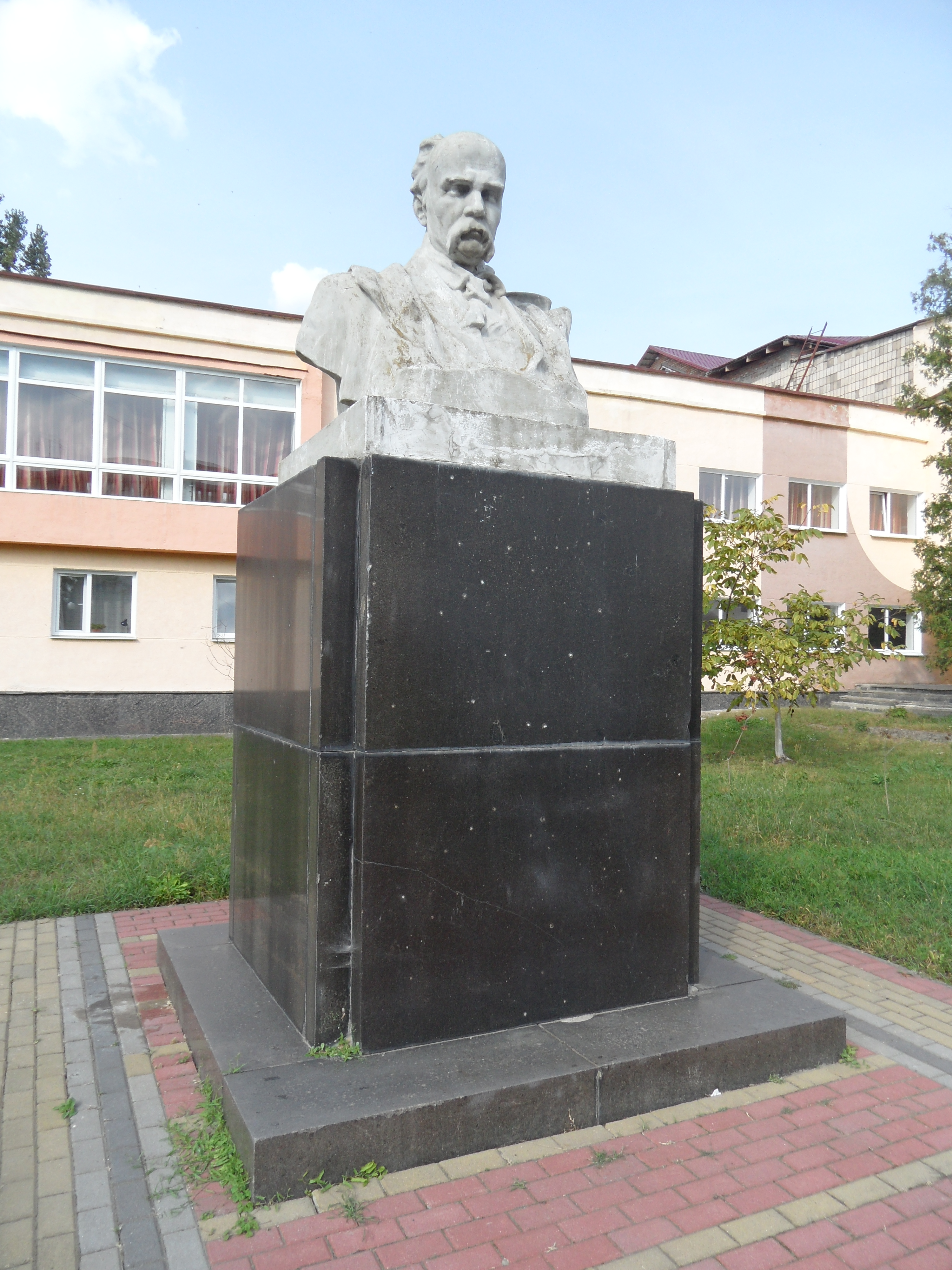
Памятник Тарасу Шевченко

- Краеведческий музей в профессиональном лицее.
- Памятник Тарасу Шевченко.
- Памятник Павлу Стрижаку, герою войны.
- Памятник УПА и жертвам политических репрессий.
- Мемориал Славы, где похоронены свыше 1500 погибших воинов. Здесь же могилы четырёх Героев Советского Союза (П. Стрижак, А. Волковенко, Н. Маркелов, А. Демехин).
- Мемориал в лесу на месте уничтожения около 3 тыс. человек еврейского населения Радивилова (хутор Пороховня).
- Памятник воинам-«афганцам» Николаю Мужилко и Владимиру Стеценко, погибшим в афганской войне.
- Памятник участникам ликвидации чернобыльской катастрофы.
- Памятник на братской могиле борцов за независимость Украины, погибших в 1918 году.
- Памятник жертвам Голодомора 1932—1933 годов на Украине.
- Памятник участникам освобождения района от гитлеровских захватчиков[18].
- Памятный знак Героям Небесной Сотни.

## Захоронения
Захоронения Радивилова дают некоторое представление о его прошлом
У церкви св. Александра Невского (1874) справа:
- Баклановский Николай Васильевич (20 декабря 1835 — 9 марта 1908), управляющий Радзивиловской таможни,
- Благой Владимир Иванович (6 октября 1839 — 26 февраля 1895), начальник Радзивиловского таможенного округа, действительный статский советник,

На городском кладбище (существует с XVII века):
- Александров Иосиф Иванович (? — умер 31 июля 1838), титулярный советник, предводитель Керченского портового таможенного совета,
- Вадбольский Пётр Алексеевич (24 мая 1831 — 12 октября 1885), князь. Был похоронен у церкви св. Павла Фивейского — справа (после ремонта 2002 г. — часовня). Надгробие московской фирмы А. М. Кабанова (в виде плиты темного мрамора с надписью и вертикально стоящим крестом),
- Каверин Павел Никитич (1763 — 4 февраля 1853), сенатор, действительный тайный советник, калужский, смоленский губернатор, доживал последние годы в доме сына, Петра Каверина. Был похоронен в церкви Павла Фивейского (могила не сохранилась).
- Каверин Пётр Павлович (9 сентября 1794 — 30 сентября 1855), тайный советник, командир пограничной стражи, приятель А. С. Пушкина. Могила не сохранилась.
- Крамер Александр Фёдорович (1800 или 1799 — 7 апреля 1871), генерал-майор,
- Лазовский Пётр Тимофеевич (1842—1910), генерал-лейтенант пограничной стражи. Был похоронен у церкви Введения на Цыбухове. Могила не сохранилась, как и церковь (теперь там часовня),
- Малышев Андрей Иванович (? — 13 февраля 1881), статский советник, был похоронен у церкви св. Павла Фивейского — слева,
- Нитц Оскар Густавович (21 февраля 1847 — 18 марта 1907), генерал-майор,
- Петров Георгий Александрович (? — 18 июля 1896), статский советник,
- Солодов Алексей Александрович (1765 — 26 ноября 1822), надворный советник,
- Урсын-Немцевич Пётр Петрович (1828 — 6 ноября 1889), надворный советник.

Братские могилы участников Польского восстания 1863 года и русских воинов, принимавших участие в подавлении восстания, а также могила борцов за независимость Украины (1918 г.).

### Фотографии
- Радивилов. Фотоальбомы
- Старый Радивилов. Фото
- Радивилов. Старые захоронения. Фото

Шаблон:Радивиловская городская община